# Truus (zangeres)
Truus, geboren als Gertrudis Vereecken (Geraardsbergen, 6 juli 1949), is een Vlaamse zangeres, voornamelijk actief in de periode 1965-1975. 
Zij had vooral succes met nummers zoals Eenzaam, Een roze-rode appelboom, Alle Schotten en Van een droom alleen kan je niet leven. Ik hou nog zoveel van jou was een hit in 1975, en werd later gecoverd door schlagerzangeres Laura Lynn.
Uiteindelijk had Truus in de periode '69-'75 zestien nummers in de hitparade, waaronder twee Nummer 1-hits.

In maart 2012 maakte Truus haar comeback en stond ze na 35 jaar voor het eerst terug op het podium.

## Privé
Een tijdlang had Truus een relatie met Willy Sommers. Samen kregen ze een dochter.

## Hitparadenoteringen
- "Alle Schotten" in 1969 (op nummer één in februari 1969)
- "Achter de koulissen van Parijs" in 1969
- "De stille zee" in 1970
- "Een roze-rode appelboom" in 1970
- "Maria José" in 1970
- "Duifje" in 1971
- "Van een droom alleen kan je niet leven" in 1971
- "Zondagsstraten" in 1971
- "Schabalala" in 1971
- "Ik ben wie ik ben" in 1972
- "Hey Joe Mc Kenzie" in 1972
- "Ca c'est la vie" in 1973
- "Eenzaam" in 1974 en 1975 (nummer één in maart 1975)
- "Ik hou nog zoveel van jou" in 1975
- "Je bent maar half meer van mij" in 1975
- "Kom naar mij" in 1976